# Жан Жионо
Жан Жионо (на френски: Jean Giono) е френски пацифист, сценарист, поет и писател на произведения в жанра драма. Приятел е с Андре Жид, Жан Гуено, Люсиен Жак, Жорж Гимел, и др., но остава в периферията на литературните течения на своето време. По-голяма част от творчеството му има за фон селския бит в област Прованс.

## Биография и творчество
Роден е на 30 март 1895 г. в Маноск, Франция. Единствен син на обущар и перачка. Вдъхновява се от класическите автори и започва да пише от ранна възраст. През 1911 г. напуска училище поради финансови проблеми на семейството. Започва работа в банка и продължава да учи самостоятелно. Участва като пехотинец в окопната война през Първата световна война и е през 1918 г. е леко обгазен в Битката при Вердюн. Ужасите на войната го правят убеден пацифист. След войната се връща в банката, където работи до края на 1929 г. На 20 юни 1920 г. се жени за приятелката си от детството Елизе Маурин. Имат две дъщери – Алин и Силви.
Заедно с работата си започва да пише стихове, а първата му стихосбирка е публикувана през 1923 г. През 1929 г. е издаден дебютният му роман „Colline“. За него е удостоен с литературната награда „Брентано“. За романа си „Regain“ от 1930 г. получава литературната награда „Нортклиф“.
Успехът на първите му произведения му дават възможност да купи самостоятелна къща в Маноск и да се посвети на писателската си кариера. През 1932 г. е удостоен с отличието Кавалер на Ордена на Почетния легион.
Преди Втората световна война публикува много антивоенни материали. През 1939 г. купува две ферми, с които подпомага бежанците и болните през войната. На 14 септември 1939 г. е арестуван за пацифизма си, а по-късно е уволнен от армията и освободен. По време на войната сътрудничи с правителството на Виши и един от гласовете на Радио Париж. Заради това след войната през септември 1944 г. е арестуван и е освободен през януари 1945 г. Забранено му е да публикува до 1947 г.
В следващите години са издадени едни от най-добрите му произведения – „Mort d'un personnage“, „Les Âmes fortes“, „Хусарят на покрива“ и „Le Moulin de Pologne“, които го правят един от видните френски писатели на 20 век. За цялостното си творчество е удостоен през 1953 г. с литературната награда на Принца на Монако. През следващата година е избран за член на „Академия Гонкур“.
Много от произведенията му са екранизирани от режисьори като Марсел Паньол, Жан-Пол Рапно и Раул Руис. Много успешен е сценарият му за филма „Крез“ от 1960 г. През 1961 г. е председател на журито на филмовия фестивал в Кан.
Макар да пътува понякога, твори предимно в родния си град, заради което е наричан „неподвижният пътешественик“.
Жан Жионо умира от инфаркт на 8 октомври 1970 г. в Маноск.
През 1990 г. дъщеря му и вдовицата му учредяват литературна премия на негово име (Grand prix Jean-Giono) за френскоезични автори на романи. Премията се финансира от Фондацията на Пиер Берже и Ив Сен Лоран.

## Произведения

### Романи и повести
- Colline (1929)
- Un de Baumugnes (1929)
- Regain (1930)
- Naissance de l’Odyssée (1930)
- Le Grand Troupeau (1931)
- Jean le Bleu (1932)
- Solitude de la pitié (1932)
- Le Chant du monde (1934)
Песента на света, изд.: „Славчо Атанасов Милошев“, София (1940), прев. Дора Габе
Песента на света, изд.: „Рива“, София (1994), прев. Виолета Йончева
- Que ma joie demeure (1936)
- Batailles dans la montagne (1937)
- Pour saluer Melville (1941)
- L’eau vive (1943)
- Un roi sans divertissement (1947)
- Noé (1947)
- Fragments d’un paradis (1948)
- Mort d’un personnage (1949)
- Les Âmes fortes (1949)
- Les Grands Chemins (1951)
- Le Hussard sur le toit (1951)
Хусарят на покрива, изд.: „Евразия-Абагар“, София (1997), прев. Петър Оббов
- Le Moulin de Pologne (1952)
- L’homme qui plantait des arbres (1953)
Човекът, който садеше дървета, изд.: „Съвременник“, София (2012), прев. Яна Ванкова
- Le Bonheur fou (1957)
- Angelo (1958)
Анжело, изд.: „ЕА“, София (1996), прев. Петър Оббов
- Hortense ou l’Eau vive (1958) – с Жан Алио
- Deux cavaliers de l’orage (1965)
- Le Déserteur (1966)
- Ennemonde et Autres Caractères (1968)
- L’Iris de Suse (1970)
- Les Récits de la demi-brigade (1972)
- Faust au village (1977)
- Le Bestiaire (1991)

### Поезия
- Accompagne de la flute (1923)
- La Chute des Anges, Fragment d’un Déluge, Le Cœur-Cerf (1969)

### Пиеси
- Le bout de la Route – Lanceur de Graines – La Femme du boulanger (1943)
- Le Voyage en calèche (1947)
- Domitien, suivi de Joseph à Dothan (1959)
- Le Cheval fou (1974)

### Екранизации
- 1934 Jofroi – по „Jofroi de la Maussan“
- 1934 Angèle – по „Un de Baumugnes“
- 1937 Regain – по романа
- 1938 La femme du boulanger – по „Jean le Bleu“
- 1949 Le bout de la route – пиеса
- 1957 Kara talih – по „Un de Baumugnes“
- 1958 L'eau vive
- 1960 Крез, Crésus
- 1958 Le foulard de Smyrne – документален
- 1963 Les grands chemins
- 1963 Un roi sans divertissement
- 1965 Le chant du monde
- 1968 Provinces – ТВ сериал, 1 епизод
- 1972 Plain-chant – ТВ сериал, 1 епизод – Jean Giono: Le triomphe de la vie
- 1973 Le déserteur – ТВ филм
- 1979 Jean le Bleu – ТВ филм
- 1980 Colline – ТВ филм
- 1981 Faust au village – ТВ филм
- 1984 Les cavaliers de l'orage – по „Deux Cavalier de l'Orage“
- 1987 L'homme qui plantait des arbres
- 1989 Der Mann mit den Bäumen
- 1990 L'ami Giono: Jofroi de la Maussan – ТВ филм
- 1990 L'ami Giono: Ennemonde – ТВ филм
- 1990 L'ami Giono: Solitude de la pitié – ТВ филм
- 1990 L'ami Giono: Onorato – ТВ филм, по „Onorato“
- 1990 L'ami Giono: Ivan Ivanovitch Kossiakoff – ТВ филм
- 1990 L'ami Giono: Le déserteur – ТВ филм
- 1995 Хусар на покрива, Le hussard sur le toit
- 1995 Le poids du ciel – късометражен
- 1996 Champ d'honneur – късометражен
- 1999 La femme du boulanger – ТВ филм, по „Jean le Bleu“
- 2001 Силни души, Les âmes fortes – по романа